# باربرا كروفورد جونسون
باربرا كروفورد جونسون (بالإنجليزية: Barbara Johnson)‏ هي مهندسة أمريكية، ولدت في 1925 في ساندوفال في الولايات المتحدة، وتوفيت في 2005 في لوس أنجلوس في الولايات المتحدة.